# 马祖彭
马祖彭（1926年3月—2024年6月23日），男，江苏江都人，中国政治人物，曾任商务部办公厅副主任，姚依林同志办公室秘书，中央财经领导小组副秘书长，第八届全国政协委员。